# Peugeot 308

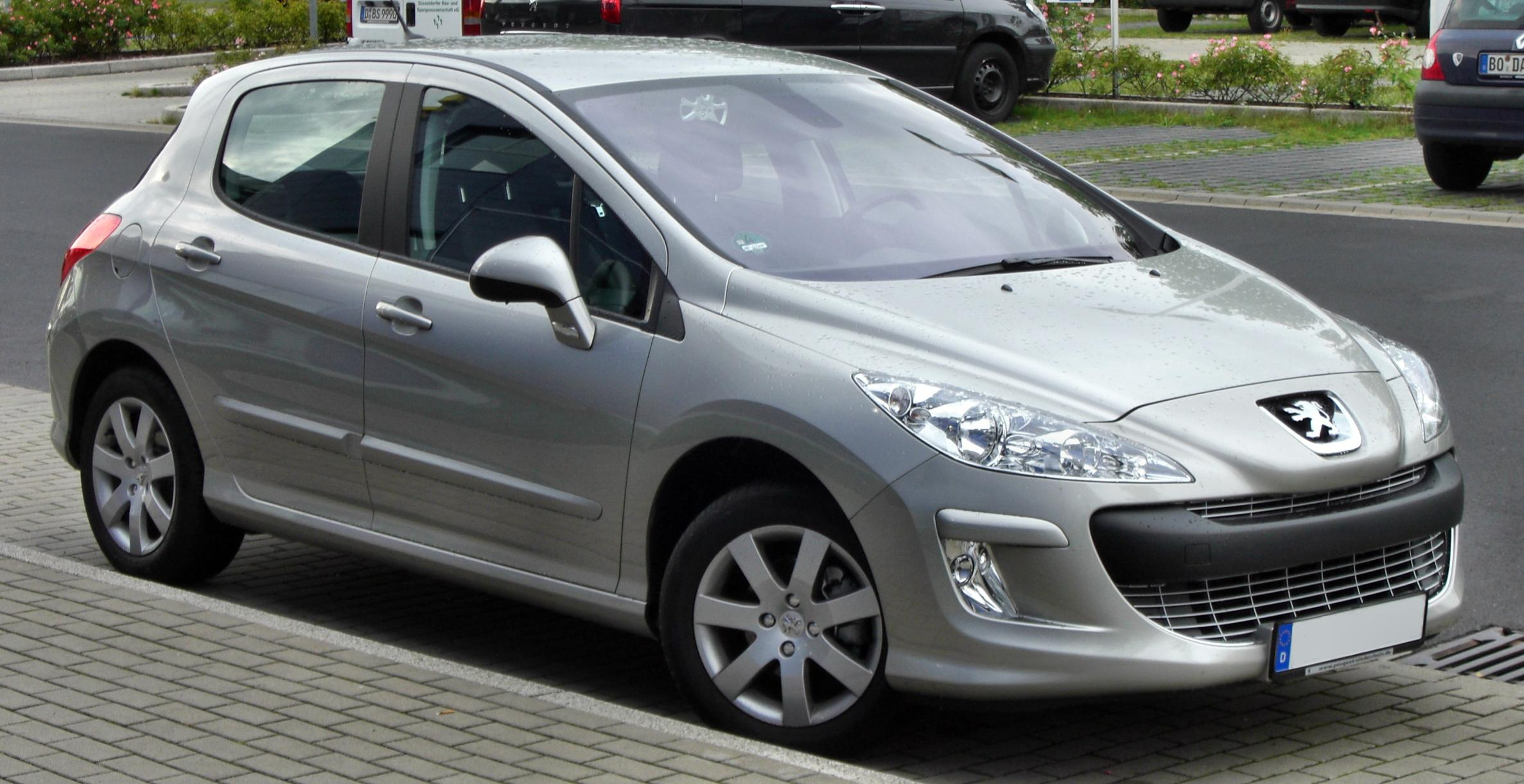
Peugeot 308 (2007-2010)

Peugeot 308 är en fransk bilmodell i Golfklassen som hade säljpremiär i september 2007. Bilmodellen som under utvecklingsfasen hade arbetsnamnet Project T7, lanserades som en ersättare till Peugeot 307 och modellen är den första i Peugeots X08-generation. Modellprogrammet har både bensin- och dieselmotorer som motoralternativ. Under mars 2011 kom den senaste faceliften, som hade världspremiär vid bilsalongen i Genève samma år.

## Beskrivning
Peugeot modell 308 lanserades som en ersättare av Peugeot 307, på de flesta internationella marknader. Chassit är baserad på den gamla 307:ans chassi, men den nya karossen är något längre och bredare. Dess luftmotståndskoefficient är 0,29 och den har fem stjärnor i Euro NCAP. Efter 2011 års facelift reducerades koefficienten ytterligare till 0,28.
308 HDi blev 2009 innehavare av Guinness världsrekord gällande den mest bränslesnåla vanliga bilen i produktion, med i genomsnitt 3,13 liter per 100 kilometer över en sträcka på 14 580 km, men Peugeot hävdade i brittisk reklam att bilen endast drog 2,24 l/100 km i en annons för bilen.
Peugeot 308 är tillverkad i Frankrike vid Mulhouse och Sochaux fabriker, och tillverkas även i Kaluga, Ryssland för den lokala marknaden sedan 2010. Den tidigare modellen 307 finns dock kvar i flera länder, särskilt de länder som föredrar sedanmodeller, som Brasilien och Kina, då 308 inte är tillgänglig som 4-dörrars sedanmodell.

## Peugeot 308 facelift (2011–2013)

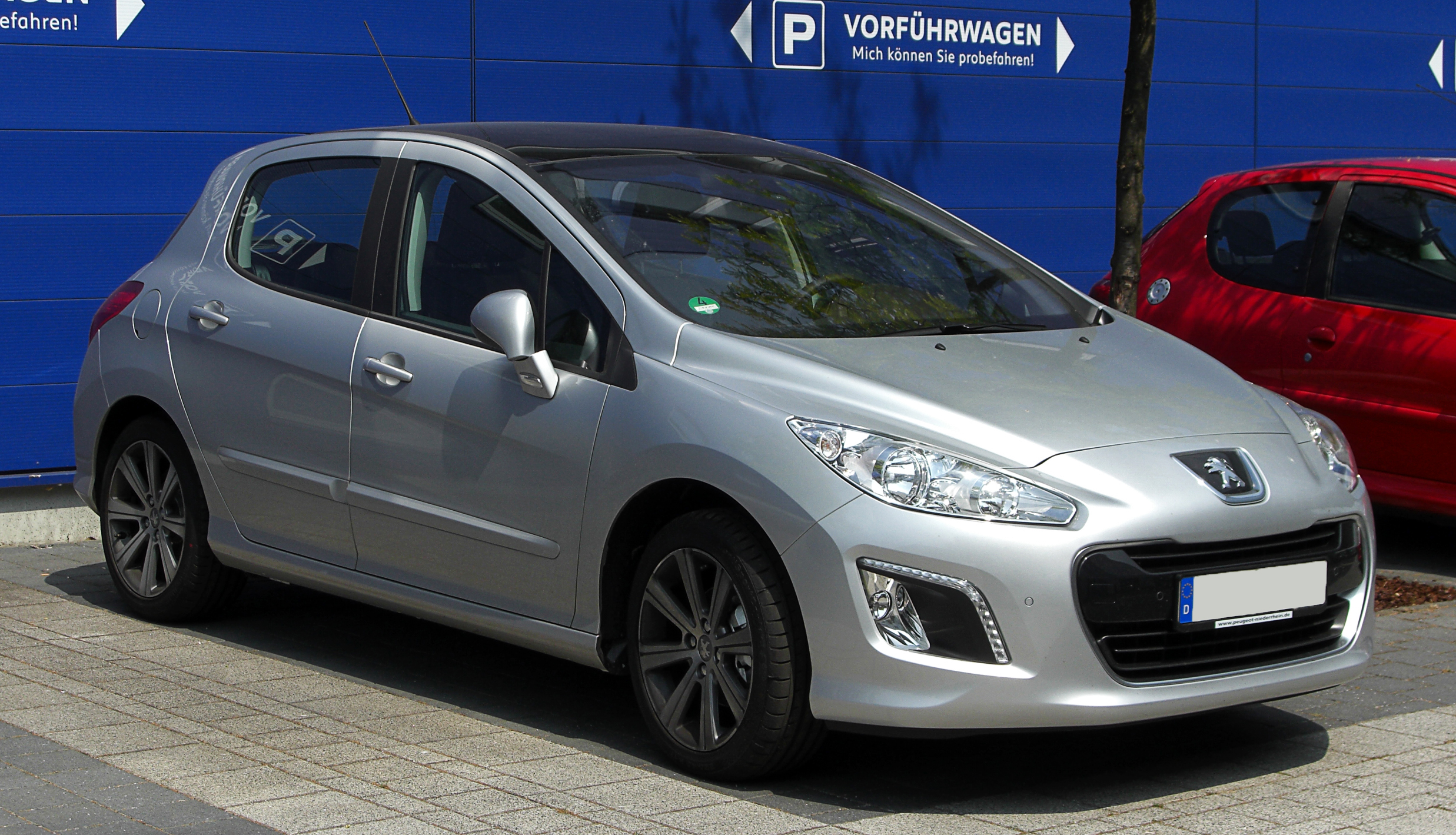
Peugeot 308 (2011–2013)

En facelift gjordes av 308 som blev tillgänglig i maj 2011, efter den offentliga lanseringen på bilsalongen i Genève 2011. De mest synliga förändringarna handlade om en ny front med mindre kylarintag och ledlampor och smärre förändringar på bakpartiet. Peugeot lanserade också en mikrohybrid-modellen 308 e-HDI med stopp-start-teknik, ett system för att återvinna energi under inbromsning och ett hybridbatteri som ger extra energi vid start. En fullhybrid, i modellprogrammet 3008, aviserades också samtidigt.

## Karosstyper

### Halvkombi
Modell 308 finns som en 5-dörrars halvkombi samt på några marknader i 3-dörrars utförande. År 2010 meddelade Peugeot en återkomst av en GTI-modell (kallad GT i Storbritannien), med en turboladdad 1,6 L motor med 200 hk (149 kW, 203 hk).

### Kombi

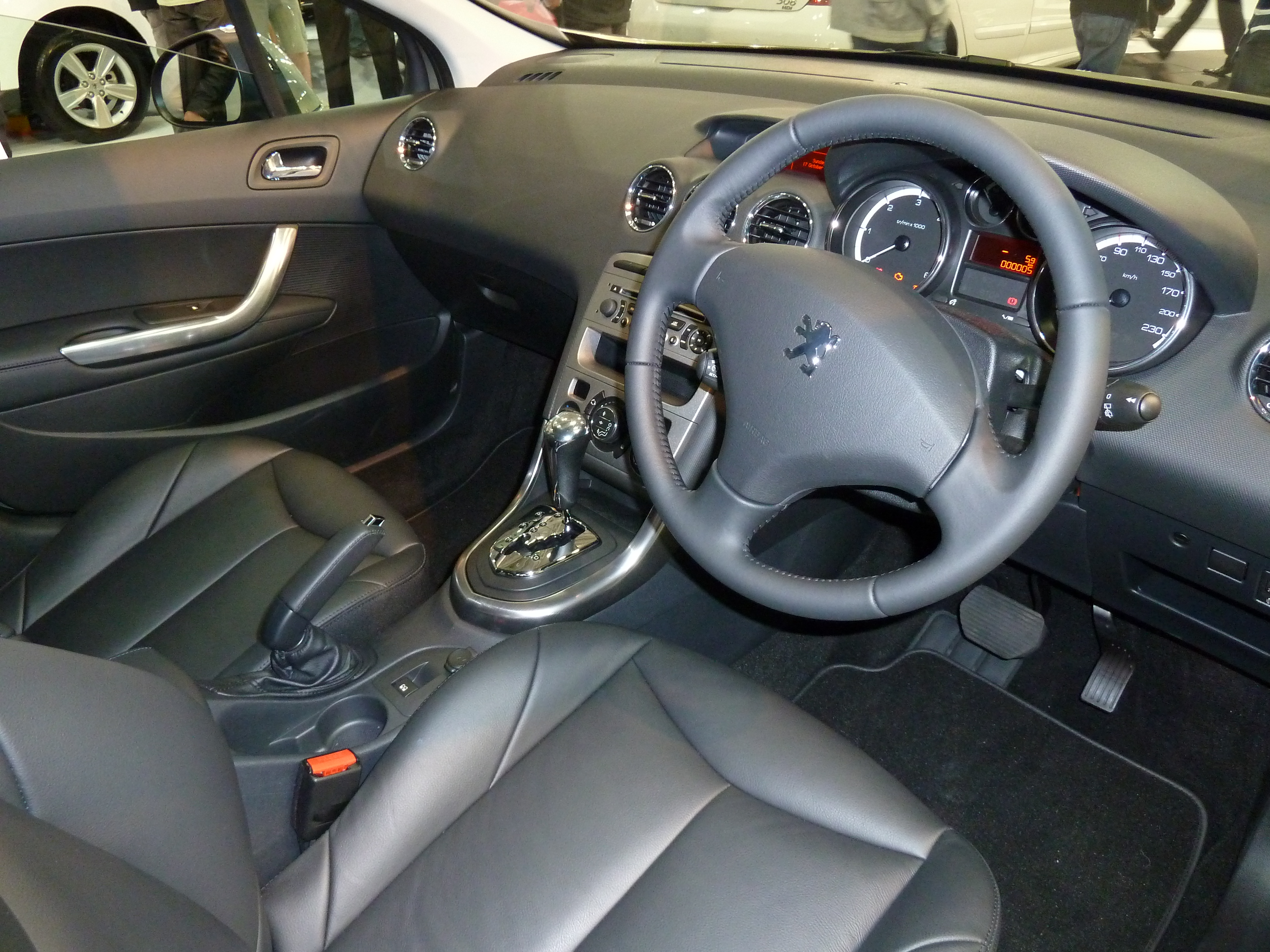
Peugeot 308 interiör

En kombiversion av 308, Peugeot 308 SW Prologue, presenterades också på Frankfurt Motor Show 2007. Produktionsversionen visades på den 78:e [internationella bilsalongen i Genève] i mars 2008 och började säljas den sommaren. 308 SW (StationWagon) finns i 5 eller 7- sitsversioner.
Ytterligare en variant av X08 chassi som används av 308 är en SUV eller en MPV som heter 3008.

### Cabriolet
En cabriolet med plåttak, som kallas 308 CC, ersatte Peugeot 307 CC under våren 2009. Taket fälls in i bagageutrymmet på 20 sekunder i hastigheter upp till 12 km/t. Med taket uppfällt rymmer bagageutrymmet 465 liter, men detta minskar till 266 liter med taket nere.

## Galleri

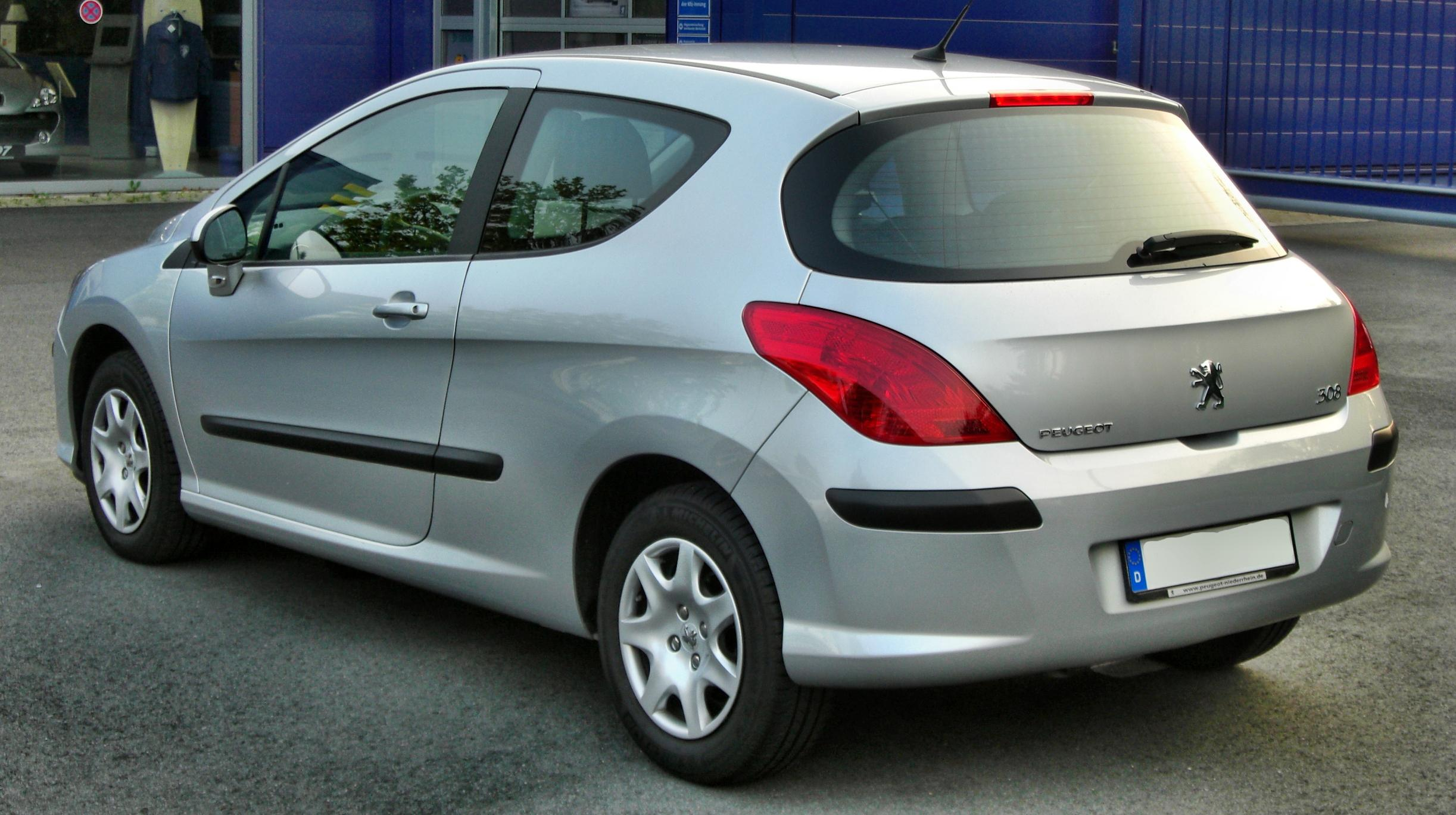
308 3-dörrars halvkombi
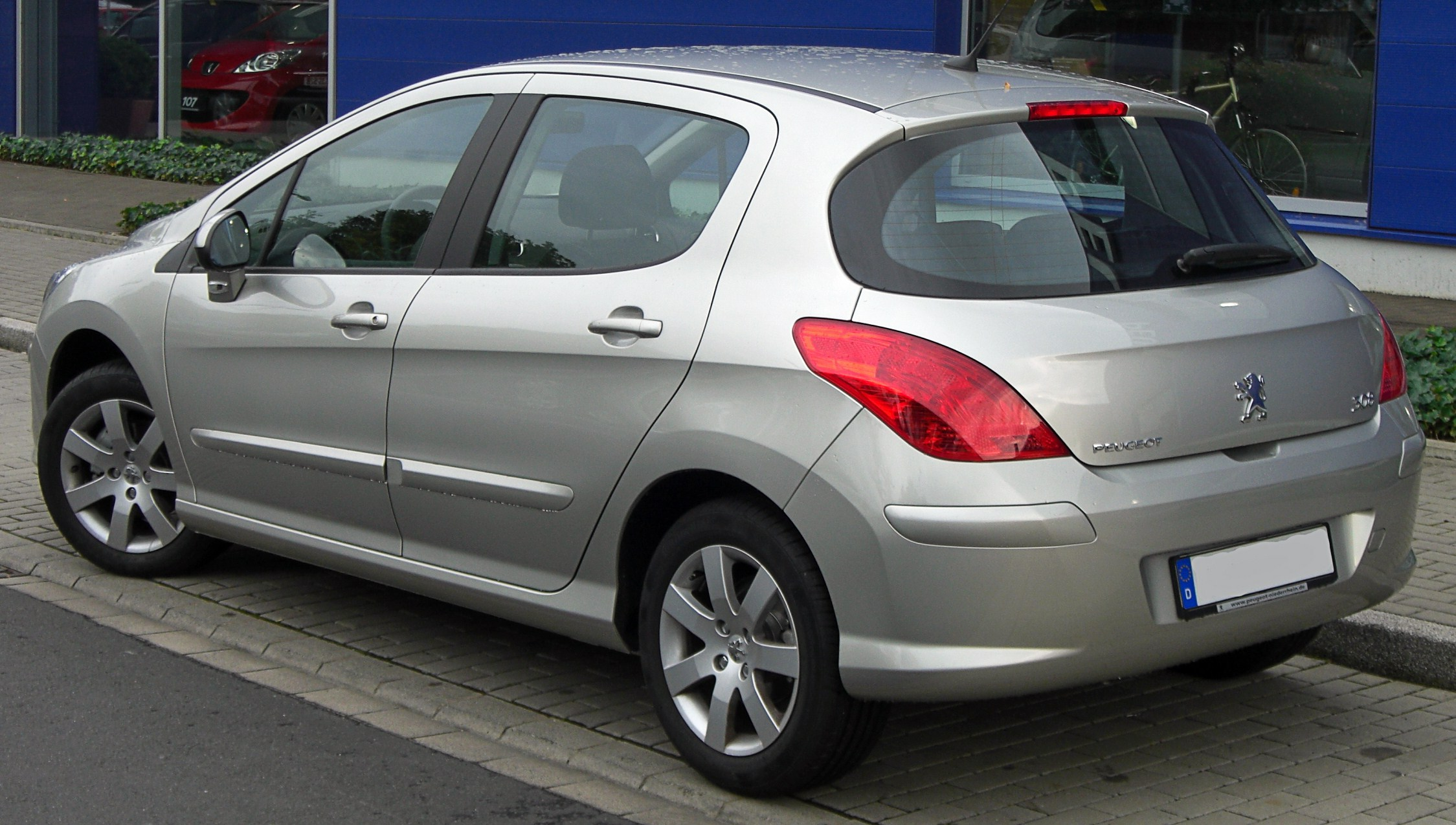
308 5-dörrars halvkombi
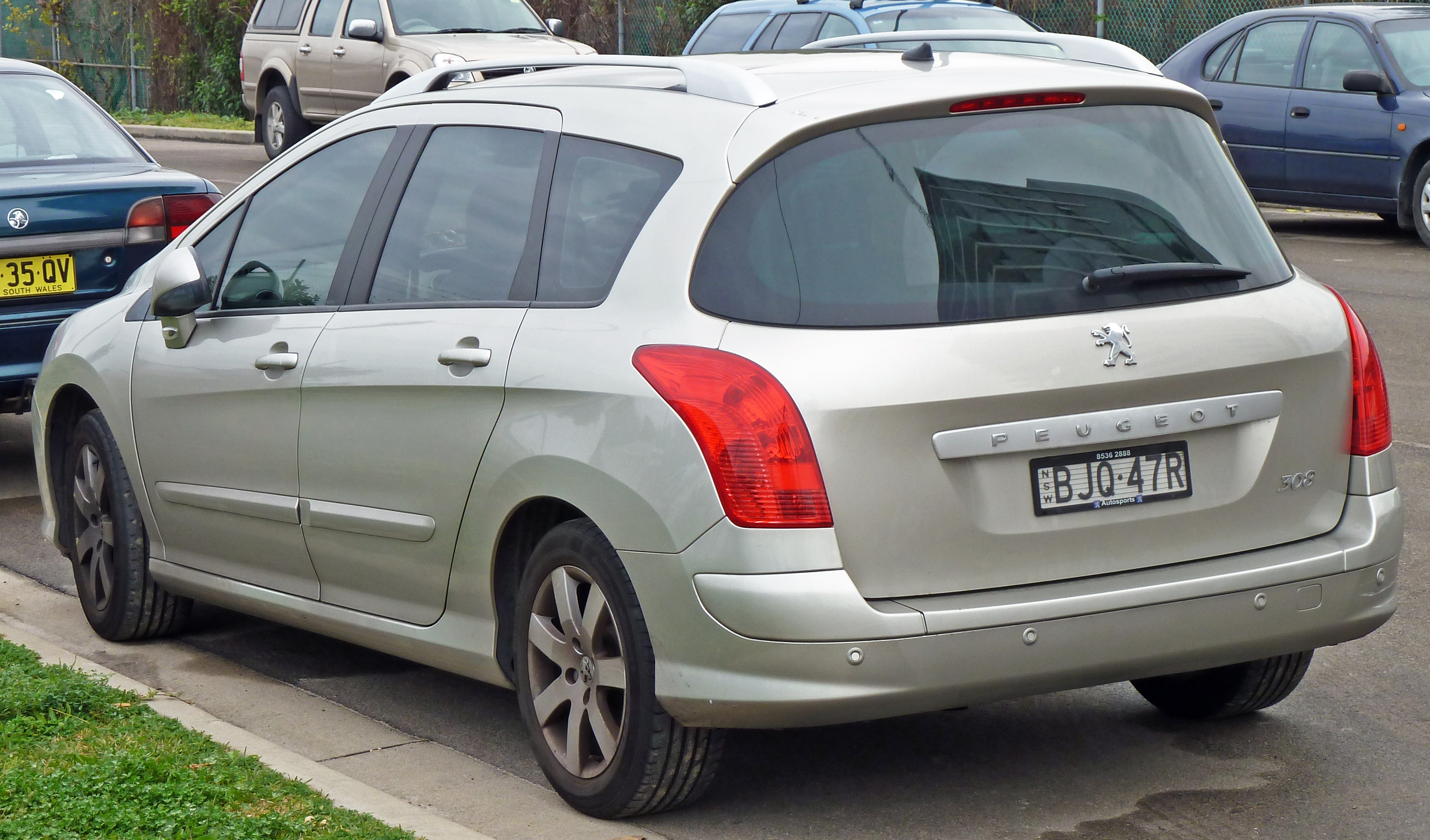
308 SW (kombi)
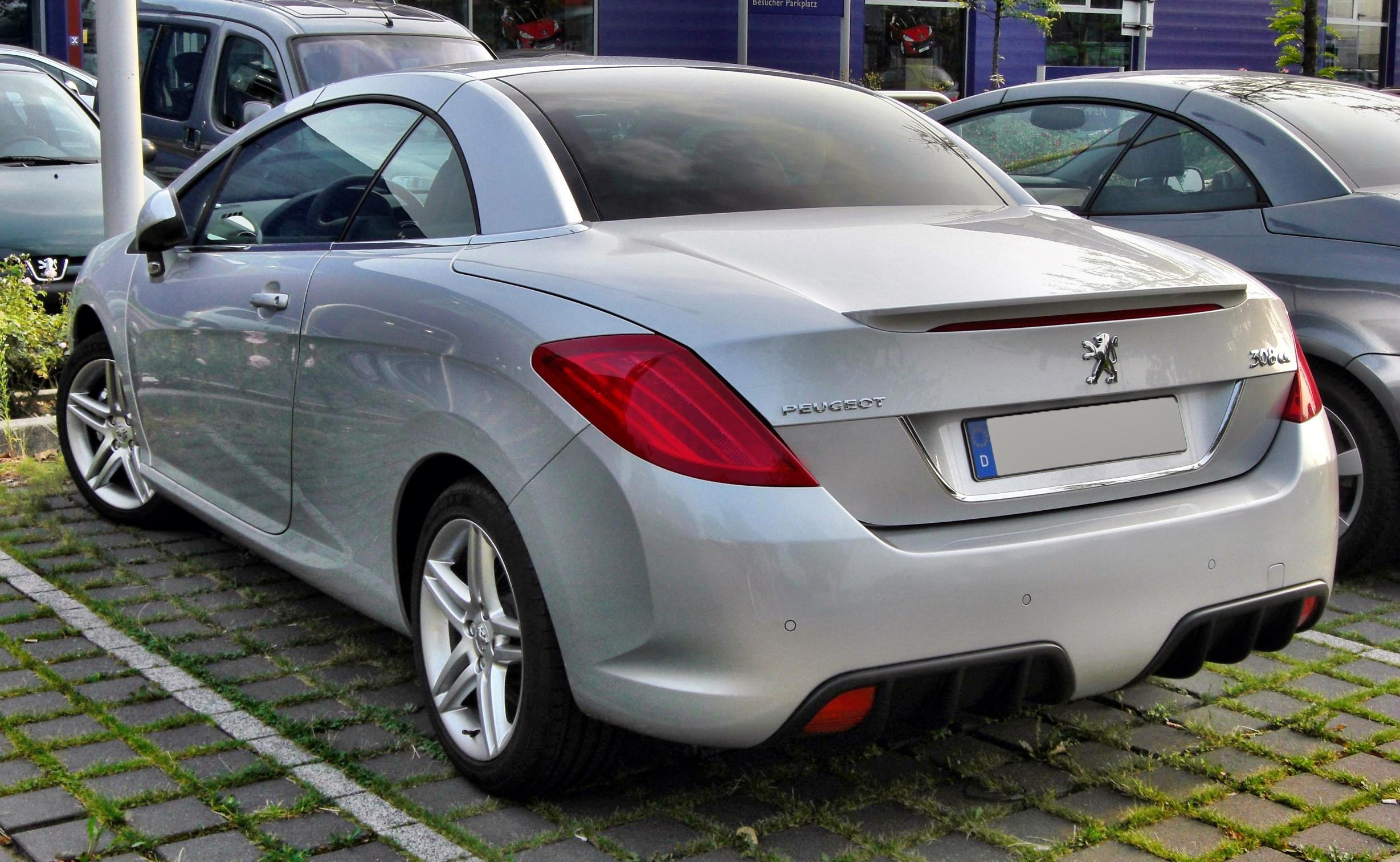
308 CC (cabriolet)